# Гитега (провинция)
Гитега е една от 18-те провинции на Бурунди. Намира се в централната високопланинска част на страната и обхваща територия от 1979 km2. Столица е град Гитега, който е и столица на Бурунди.
Бурунди постига пълна независимост на 1 юли 1962 г. През 1966 г. е извършен военен преврат, при който кралят е свален и монархията се разпада. Когато крал Нтаре V се опитва да възстанови кралството, той е убит през 1972 г. в Кралския дворец в Гитега.
На 26 април 1996 г. при военни атаки в Бухоро са убити около 230 цивилни.
През март 2007 г. президентът Пиер Нкурунзиза обявява, че Бурунди има планове да прехвърли столицата от Бужумбура в Гитега. Според него централното местоположение на града го прави „идеално място за по-добро обслужване на мнозинството от населението“. Столицата е преместена на 24 декември 2018 г.

## Общини
Провинция Гитега включва единадесет общини:
- община Бугендана
- община Букирасази
- община Бураза
- община Гихета
- община Гишуби
- община Гитега
- община Итаба
- община Макебуко
- община Мутахо
- община Нианрусанге
- община Райансоро